# Igor Marić
Igor Marić (Banja Luka, 23 luglio 1985) è un cestista croato.

## Palmarès
- Campionato slovacco: 1

Prievidza: 2015-16
- Campionato croato: 1

Cibona Zagabria: 2018-19
- Coppa di Slovacchia: 1

Slávia TU Košice: 2018